# Костёл Святой Анны (Краков)
 Памятник культуры (регистрационный номер A-2 от  10 января 1973 года)
Костёл Святой Анны (Краков) — памятник архитектуры, римско-католическая коллегиальная церковь, находящаяся в Кракове на улице Святой Анны, 13. Является академическим храмом Ягеллонского университета. Расположен рядом с Коллегиум Медикум и Коллегиум Майус.

## История
Первый деревянный костёл был возведён в XIV веке до 1363 года. Впервые упоминается в письме Казимира Великого Папе Римскому Урбану V с просьбой о индульгенции. Первый храм сгорел в 1407 году, после чего на этом месте была построена кирпичная церковь в готическом стиле. Учредителем храма был король Владислав II Ягелло, и по его инициативе он был отдан в 1418 году под присмотр Краковской Академии. В 1428 году во время служения приходского священника Яна из Велюня (пол. Jan z Wielunia) был расширен пресвитерий.
В 1473 году в церкви был похоронен профессор Краковской Академии Ян из Кент. В 1535 году епископ Пётр Томицкий объявил костёл коллегиатой и учредил при нём коллегиальный капитул. В 1539 тело Яна из Кент было перенесёно в новый гроб, а в 1549 году на средства ректора Академии Краковской Якуба Фределя (пол. Jakub Fredel) было поставлено новое ренессансное надгробие. В 1680 году Ян из Кент был канонизирован папой Иннокентием XI. Так как культ святого распространялся, профессора Академии приняли решение снести храм и построить новый, большей вместительности, который смог бы принимать всех паломников, посещавших могилу Яна из Кент.
Второй храм был разобран в 1689 году за счёт Краковской академии. В том же году был заложен краеугольный камень нового храма. Первоначальный проект костёла, предложеный архитектором Тильманом из Гамерен, ссылался на план римской церкви Сан-Карло-аи-Катинари, которая представляла собой образец для архитекторов университетского храма парижской Сорбоны. Однако профессора Краковской академии отвергли проект и предложили Тильману в качестве образца храм Сант-Андреа-делла-Валле, принадлежавший ордену театинцов — конкурентов иезуитов. Краковские учёные хотели зданием костёла затмить краковский Костёл Святых Петра и Павла, находившийся тогда в управлении иезуитов. Новый проект, разработанный Тильманом, получил одобрение и начались строительные работы. С 1692 года строительством заведовал священник Себастьян Пискорский — приходский священник и одновременно профессор Краковской Академии. В 1703 году костёл был освящён епископом Казимиром Лубенским. В конце XVIII века башни храма получили новые шпили в стиле позднего барокко по проекту священника Себастьяна Сераковского, схожие по форме со шпилями часовой башни на Вавеле.

## Фасад
Фасад двухъярусный с двумя боковыми башнями, увенчанными шпилями в стиле позднего барокко. По форме схож с фасадом церкви Сант-Анастазия в Риме. Второй ярус увенчан трёхугольным фронтоном, в котором помещён барельеф, представляющий Всевидящее око. Над главным порталом имеется надпись на латыни — обращение к св. Анне, покровительнице храма. Поверх окна второго яруса находится барельеф, изображающий Мадонну с ребёнком. Над боковыми входами барельефы ангелов. В нишах фасада помещены 4 фигуры святых:
- Святой Казимир (верхний ярус, слева),
- Флориан Лорхский (верхний ярус, справа),
- Бернард Клервоский (нижний ярус, слева),
- Ян из Кент (нижний ярус, справа).

Целостность композиции фасада спроектирована так, чтобы тот хорошо смотрелся в косой перспективе из узкой улицы Св. Анны, так как во время стройки костёла Краковские Плянты ещё не существовали, а вид оттуда был перекрыт городской стеной.

## Интерьер
Сооружение однонефное с боковыми капеллами и трансептом и с прямо замкнутым пресвитерием. Неф имеет цилиндрический свод слюнетами, а над перекрёстком нефа и трансепта возвышается восьмиугольный купол с барабаном. Капеллы соединены переходами, благодаря чему напоминают боковые нефы, поэтому и костёл часто путают с трёхнефным. Капелл 6, в том числе 2 свинчивающиеся куполами.
Капеллы посвящены:
- Святому Петру
- Святой Екатерине Александрийской (с куполом)
- Святому Себастьяну
- Святому Иоанну Крестителю
- Непорочному зачатию Девы Марии (с куполом)
- Святому Иосифу Обручнику

Дополнительные капеллы оформлены в трансепте:
- Капелла Адорации Христа снятого с креста (в северо-западной ветви трансепта)
- Капелла св. Яна из Кент (в южно-восточной ветви трансепта).

Пышное убранство интерьера (включая главный алтарь) спроектировано и выполнено Бальтазаром Фонтана. Роспись храма выполнил Кароль Данкварт, а также Кароль и Иннокентий Монти. Костёл считается красивейшим сооружением в Польше в стиле барокко.

### Пресвитерий
Главный алтарь спроектировал Бальтазар Фонтана и выполнил Ян Лишковиц (пол. Jan Liszkowic). В нём находится изображение Анны-сам-третьей, кисти Ежего Семигиновского-Элеутера. Фигуры святых по сторонам (Святой Станислав и Святой Войцех) сваяны Фонтаной в 1701 году. Скамьи выполнил в 1730 году Ян Олбросович (пол.  Jan Olbrosowicz). На их спинках в 1741 году Шимон Чехович написал 4 сцены:
- Благовещение Пресвятой Богородицы
- Встреча Святой Анны и Святого Иоакима
- Рождество Пресвятой Богородицы
- Святая Анна с Марией и Святым Иоакимом.

Кафедру с поддерживающим её ангелом изваял в 1727 году Антоний Фронцкевич.
Купель отлита в 1646 году Якубом Эрлихером. Это единственный сохраненный элемент оборудования прежнего костёла.
На передней стене находится Благовещение, а на своде в 3 очередных пролётах Святой Дух (в стукко), Непорочная (написана), Рождество Христово (в стукко).
На боковых стенах пресвитерия напротив друг друга изображены в технике гризайль Мария и Иисус. Они подписаны цитатами из Библии:
Мария: Domus Dei = Дом Божий
Иисус: Caput Anguli = Краеугольный камень.

### Неф
В нефе мотив из пресвитерия имеет продолжение в технике гризайль, изображения двенадцати апостолов подписаны не своими именами, а названиями драгоценных камней:
- Апостол Пётр — Яшма
- Апостол Павел — Сапфир
- Иоанн Богослов — Сардоникс
- Андрей Первозванный — Халцедон
- Иаков Зеведеев — Изумруд
- Иаков Алфеев — Сердолик
- Левий Матфей — Хризопраз
- Апостол Фома — Хризолит
- Апостол Фаддей — Аметист
- Апостол Филипп — Берилл
- Апостол Варфоломей — Топаз
- Симон Кананит — Гиацинт

Названия камней приписаны апостолам согласно 12 столпам Небесного Иерусалима, описанного в Откровении Иоанна Богослова. Апостолы помещены на колоннах, которые символизируют колонны Церкви.
На стенах нефа над арканами, ведущими в капеллы, изображены Сивиллы в виде языческих пророчиц, предвидевших пришествие Христа. Над Сивиллами стукковвые путта, держащие свитки с именами членов Христова рода. Над ними находятся покрашенные в золотистый цвет фигуры ангелов, которые держат щиты с атрибутами Марии.
На своде изображен Апокалиптический Агнец, 24 старцев, серафимы а также книга с семью печатями. На клиросе находится представительный 26 тоновый орган начала XVIII века, построенный на средства священника Гжегожа Охабовича (пол. Grzegorz Ochabowicz), над клиросом изображено откровение Иоанна Богослова. На парусах аллегории кардинальных добродетелей, а на куполе находится изображение Славы Божией, а также названия первых четырёх вселенских соборов.

### Трансепт
В правой, то есть южно-восточной ветви трансепта находится рака св. Яна из Кент, выполненная в виде монументального каменного алтаря по проекту Бальтазара Фонтаны. Гроб с останками святого тащат 4 фигуры мужчин, выкованные в камне, и символизирующие 4 факультета Краковской Академии:
- Теологический,
- Философический,
- Юридический,
- Медицинский.

На 4 колоннах, расставленных вокруг алтаря, стоят фигуры 4 святых Янов:
- Иоанн Креститель
- Иоанн Богослов
- Иоанн Златоуст
- Иоанн Дамаскин.

На гробе стоит бюст Яна из Кент работы Франтишека Выспаньски XIX века .
Полихромия на стенах, изображающая сцены из жизни св. Яна из Кент, выполнена Иннокентием Монти, а Прославление св. Яна из Кент написано Каролем Данквартом.
По сторонам раки помещены вотивные предметы, между которыми имеются и турецкие бунчуки, завоеванные войсками Яна III Собеского в битве при Вене.
В левой ветви трансепта находится открытый в 1823 году классицистический памятник Николаю Копернику, установленный на средства священника Себастьяна Сераковского, являющегося и автором проекта. Это первый в Польше памятник Копернику. Здесь же находится стукковая пьета работы Бальтазара Фонтаны и картины Спас в силах, Arma Christi, Жертвоприношение Авраамом Исаака и Медного змея, Обретение Животворящего Креста св. Еленой и Воздвижение Животворящего Креста императором Ираклием. На стене помещена эпитафия Юлиушу Словацкому, выполнена Эдвардом Стэхликом и Владыславом Олещинским (медальон) по заказу его матери. В трансепте похоронены Слуги Божие Ежи Цесельский (в южно-восточной ветви трансепта) и епископ Ян Петрашко (в северо-западной ветви).